# Ecoporanga achira
Ecoporanga achira là một loài bọ cánh cứng trong họ Cerambycidae.